# The Newly Rich
The Newly Rich è un cortometraggio muto del 1915 diretto da Ashley Miller.

## Produzione
Il film fu prodotto dalla Edison Company.

## Distribuzione
Distribuito dalla General Film Company, il film - un cortometraggio in una bobina - uscì nelle sale cinematografiche USA il 24 marzo 1915.